# Albuna fraxini
Albuna fraxini (tên tiếng Anh: Virginia Creeper Clearwing) là một loài bướm đêm thuộc họ Sesiidae. Nó được tìm thấy ở miền bắc Hoa Kỳ và miền nam Canada.

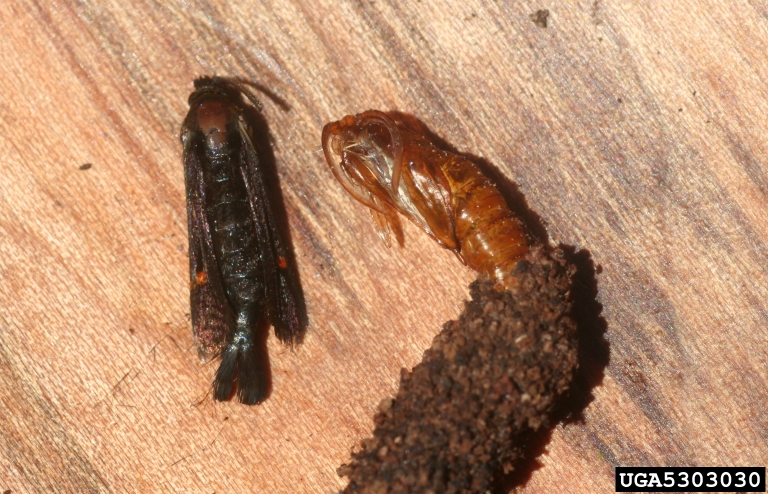
Life Cycle

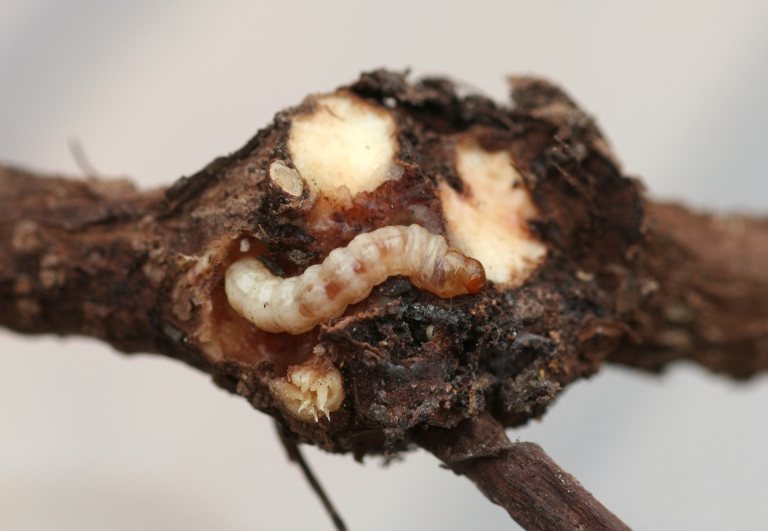
Ấu trùng

Sải cánh dài khoảng 18 mm. Con trưởng thành bay từ tháng 6 đến tháng 8.
Ấu trùng ăn Virginia Creeper, White, Red, Green, và châu Âu Ash, và sometimes Mountain-ash.

## Hình ảnh

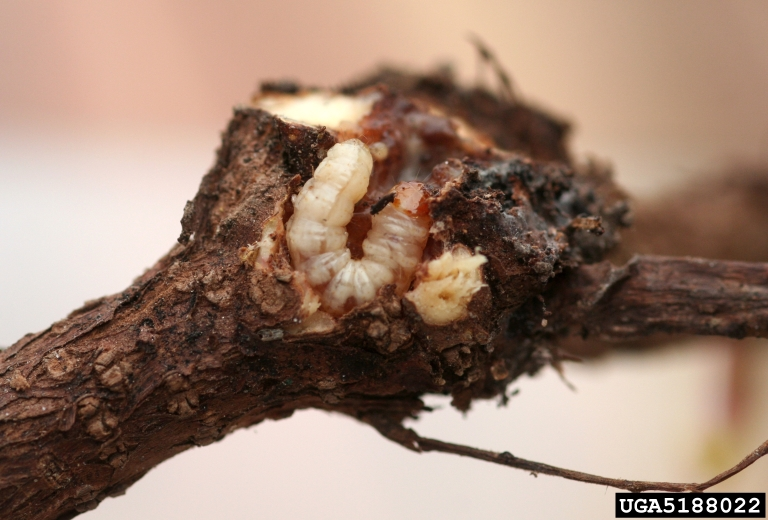
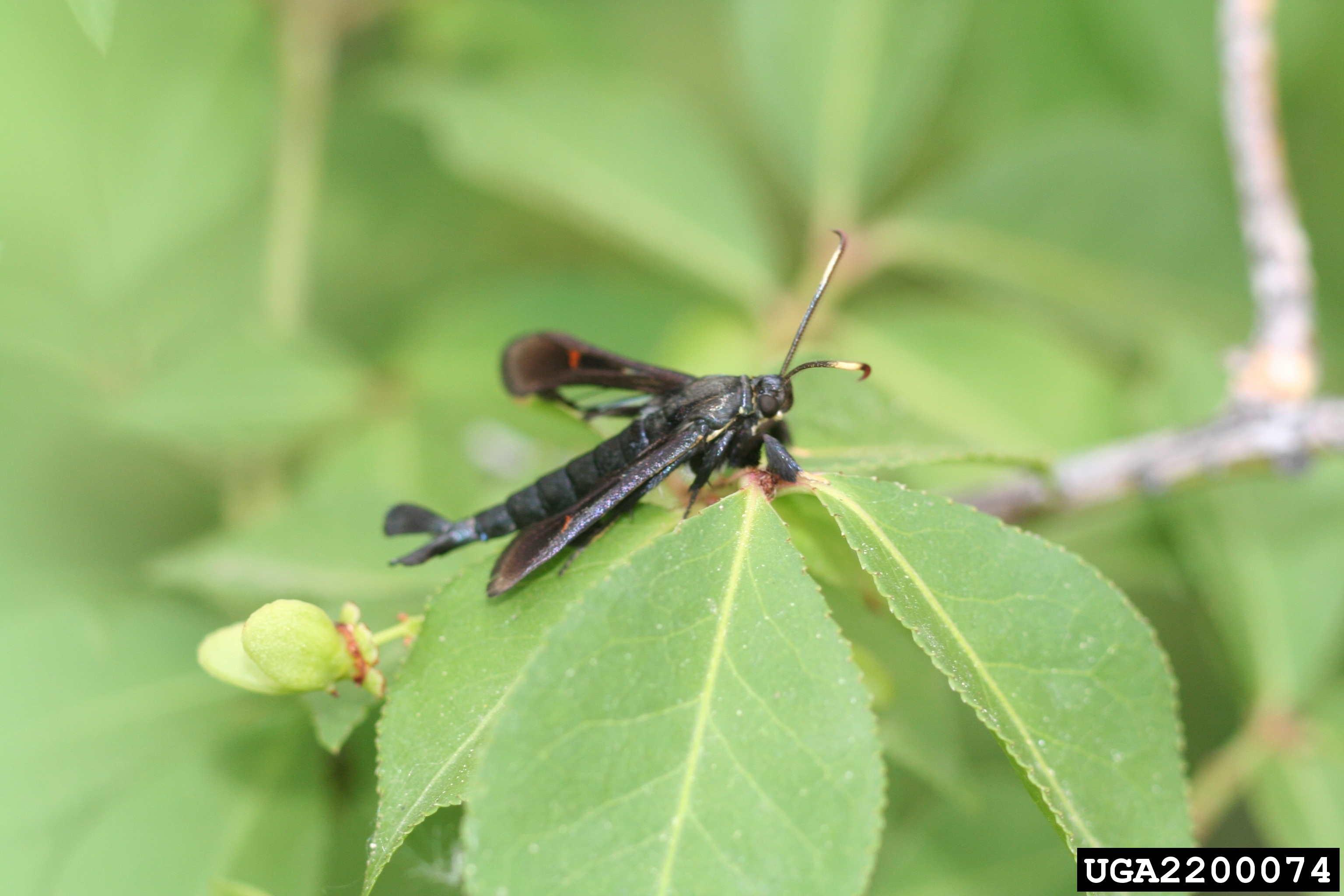
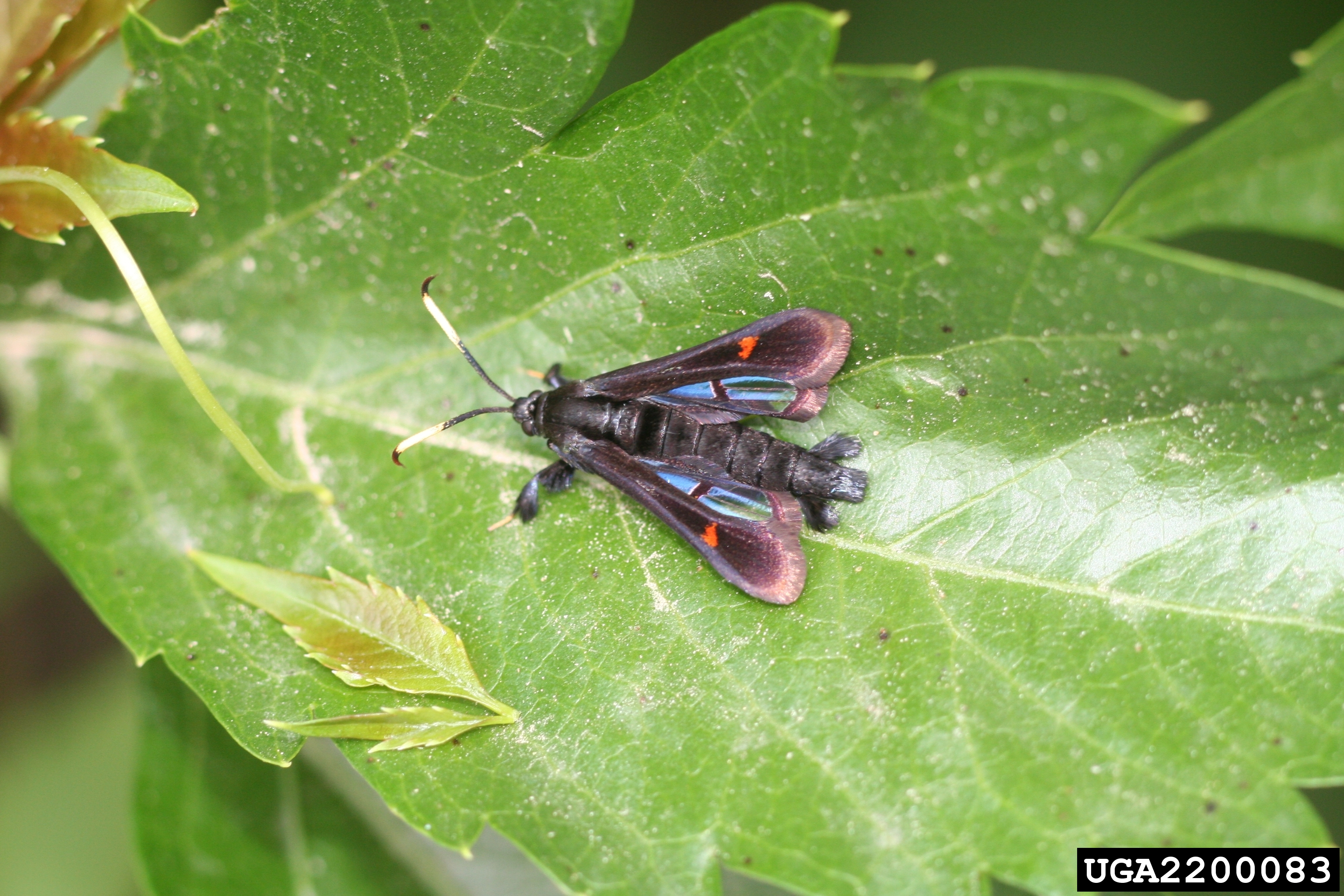